# 佐々木行綱
佐々木 行綱（ささき ゆきつな、1926年（大正15年）3月14日 - 2017年（平成29年）9月6日）は、日本の声楽家（バス）、オペラ歌手、音楽教育者、音楽評論家。音楽教育者、作曲家の佐々木すぐるの三男。

## 経歴
東京出身。幼少時はボーイソプラノの童謡歌手であり、代表曲は『四っつの兄ちゃん』『犬と小僧さん』『兵隊あそび』などがある。1944年（昭和19年）東京音楽学校声楽科に入学。木下保、中山悌一に師事。1948年（昭和23年）卒業。同年同校研究科に進み、柴田睦陸に師事。1950年（昭和25年）修了。畑中良輔を代表に結成された第二次東京交声楽団に参加し、その先頭に立って歌唱技能を磨く。1951年（昭和26年）芸大歌劇研究部 ベルリオーズ『ファウストの劫罰』（日本初演）ブランデルでデビュー。1952年（昭和27年）二期会旗揚げ公演 プッチーニ『ラ・ボエーム』巡査部長を務めるなど、二期会を中心に、以後数多くのオペラで活躍した。
歌手としての活動と同時に音楽教育に力を注ぎ、二期会に創設された「研究生制度」（音大卒業生をプロの声楽家に育成し、新会員として活動させていく）の仕事を担い、一方では、大学教官として学生の研究指導の仕事に精力的に携わっていった。1963年（昭和38年）東京芸術大学講師となる。1964年（昭和39年）城多又兵衛を理事長に、須永義雄（音声学博士）、柴田睦陸等が立ち上げた『発声指導法研究会』に参加。この団体は1971年（昭和46年）に『日本声楽発声学会』と改称して現在に至っている。佐々木は1967年（昭和42年）に山形大学助教授となり、1976年（昭和51年）教授、1992年（平成4年）定年退官まで数多くの学生を指導・育成した。
また、音楽評論家として、1953年（昭和28年）の『音楽の友』への寄稿を皮切りに、『音楽芸術』『音楽現代』等の誌上で活躍した。中でも『レコード芸術』の声楽評を1956年（昭和31年）から1995年（平成7年）まで約40年にわたり畑中良輔とともに担当し、音楽評論の第一人者としての地位を築いたことは特筆に値する。
2017年（平成29年）9月6日死去。91歳没。

## オペラ出演歴
昭和音楽大学オペラ情報センターの記録による。
- 1951年11 - 12月 東京芸術大学歌劇研究部 ベルリオーズ『ファウストの劫罰』ブランデル
- 1952年2月 二期会 プッチーニ『ラ・ボエーム』巡査部長
- 1952年11 - 12月 東京芸術大学、藤原歌劇団、長門美保歌劇団、二期会、東京オペラ協会、関西オペラグループ モーツアルト『フィガロの結婚』バルトロ
- 1953年1月 藤原歌劇団 ビゼー『カルメン』スニガ
- 1953年2月 藤原歌劇団 ヴェルディ『椿姫』オヴィニー侯爵
- 1953年3月 二期會 フロトー『マルタ』リッチモンドの役人
- 1953年3月 藤原歌劇団 ビゼー『カルメン』ツニガ
- 1953年5月 藤原歌劇團 ヴェルディ『リゴレット』スパラフチーレ
- 1953年5月 二期会 フロトー『マルタ』リッチモンドの役人
- 1953年6月 藤原歌劇團、二期會、東京ヴォーカル・グループ ヴェルディ『リゴレット』スパラフチーレ
- 1953年7月 二期會 モーツアルト『フィガロの結婚』バルトロ
- 1953年10 - 11月 二期會 ヴェルディ『オテロ』ロドヴィーコ
- 1953年11 - 12月 二期会 フロトー『マルタ』トリスタン卿
- 1953年12月 二期會 ヴェルディ『椿姫』オビニ侯爵
- 1954年2月 二期會 ビゼー『カルメン』ツニガ
- 1954年5 - 6月 日本樂劇協会、二期会 山田耕筰『黒船』奉行
- 1954年7月 二期会 ブリテン『ルクリーシア』コラティナス
- 1954年12月 二期会 メノッティ『アマールと夜の訪問者』バルタザール
- 1955年1月 二期會 清水脩『修善寺物語』金窪兵衛尉行親
- 1955年2月 二期會 ビゼー『カルメン』ツニガ
- 1955年3月 大阪勤労者音楽協議会3月例会 第1回公演 團伊玖磨『ききみみずきん』なぎの木
- 1955年6月 二期会 モーツアルト『魔笛』ザラストロ
- 1955年9月 NHK交響楽団 スメタナ『売られた花嫁』ミヒャ
- 1955年10 - 11月 藤原歌劇団、二期会、江口・宮舞踊団 團伊玖磨『ききみみずきん』なぎの木
- 1956年3月 二期会 モーツアルト『フィガロの結婚』バルトロ
- 1956年4 - 6月 二期会 モーツアルト『フィガロの結婚』バルトロ
- 1956年10 - 11月 都民劇場 リヒャルト・シュトラウス『ばらの騎士』（日本初演）警部
- 1956年11 - 12月 二期会 ビゼー『カルメン』ツニガ
- 1957年4 - 6月 二期会、グルリットオペラ協会、藤原歌劇団 ヴェルディ『椿姫』オビニー
- 1957年6 - 7月 二期会 モーツアルト『ドン・ジョヴァンニ』騎士長
- 1957年10月 二期会研究生第1期生卒業公演 石桁眞禮生『卒塔婆小町』巡査
- 1957年12月 - 1958年1月 二期会 プッチーニ『お蝶夫人』神主
- 1958年5月 1958年度大阪国際芸術祭 團伊玖磨『ききみみ頭巾』なぎの木
- 1958年7月 二期会研究生第2回オペラ試演会 モーツアルト『劇場支配人』フランク氏
- 1958年11 - 12月 都民劇場 ドビュッシー『ペレアスとメリザンド』アルケル
- 1959年4月 二期会 ヴェルディ『椿姫』オビニー侯爵
- 1959年7月 二期会 ヴェルディ『椿姫』オビニー
- 1959年8月 二期会 ヴェルディ『アイーダ』国王
- 1959年11月 音楽サークル オネゲル『火刑台上のジャンヌ・ダルク』（日本初演）一つの声・先ぶれ№2
- 1960年1月 二期会 ウェーバー『魔弾の射手』クーノ
- 1960年3月 横浜勤労者音楽協議会 ヴェルディ『リゴレット』スパラフチーレ
- 1960年11月 二期会 ニコライ『ウィンザーの陽気な女房たち』ライヒ氏
- 1962年5 - 6月 二期会 ブリテン『真夏の夜の夢』シーシアス
- 1963年7月 二期会 清水脩『修善寺物語』金窪兵衛尉行親
- 1966年2月 新芸術家協会 團伊玖磨『夕鶴』惣ど
- 1967年3 - 4月 日生劇場、二期会 ヘンデル『ジュリアス・シーザー』ニレヌス

## ソリストとしての演奏歴
- 1953年 ショスタコーヴィチ オラトリオ『森の歌』（日本初演）[2]

## 著書
- レコード芸術編 名曲名盤300 - ベストCDはこれだ 共著 1988、1994、1995年 音楽之友社[2]
- クラシックCDエッセンシャル･ガイド150 共著 2002年 学習研究社[2]

## 楽界等活動
- 日本声楽発声学会役員[2]
- 二期会会員（1953年 - 2017年）元理事[1]